# Giudice Morton
Il giudice Morton (Judge Doom nella versione originale), il cui vero nome è Baron Von Rotten, è un personaggio immaginario e il principale antagonista del film Chi ha incastrato Roger Rabbit, interpretato da Christopher Lloyd. È stato doppiato in italiano da Dario Penne.

## Biografia del personaggio
Nel film, Morton è raffigurato come un giudice molto calmo, freddo, riservato, temuto e crudele, che in seguito si rivela essere un cartone che, camuffandosi da uomo mediante una maschera di gomma, è colui che incastra Roger Rabbit per l'omicidio di Marvin Acme, oltre che il responsabile dell'uccisione del fratello di Eddie Valiant all'interno del film. Ha al suo servizio una pattuglia di cinque faine animate, che hanno il compito di trovare Roger e consegnarglielo. 
Per qualche motivo oscuro, Morton odia i cartoni (pur essendo uno di loro) e li abusa principalmente con il suo bastone, sebbene colpisca solo due membri (Smart Ass o Smarty, che si era messo a ridere nel bar di Dolores, e Greasy, che aveva perquisito Jessica Rabbit finendo però con la mano intrappolata in una trappola per orsi). Ha anche l'ambizione di voler distruggere Cartoonia (la città dei cartoni e pertanto anche la sua) per costruirci una superstrada grazie ai profitti e ai potenziali benefici, acquistando la Red Cars di Los Angeles per evitare la concorrenza. Quando tenta di uccidere Eddie mostrando i suoi occhi rossi vorticosi e un sorriso maniacale, suggerisce l'idea di essere un psicopatico squilibrato e sadico.
Quando si presenta la prima volta, il tenente Santino confida a Eddie Valiant che Morton è diventato giudice di Cartoonia comprando le elezioni. Morton poi si dichiara carnefice di Roger e minaccia di giustiziarlo mettendolo nella "salamoia", un miscuglio di trementina, acetone e benzina in grado di uccidere i cartoni: il giudice mostra la sua invenzione uccidendo una scarpa animata di fronte a Eddie. Tutto ciò lascia intendere che Morton sia la pecora nera dei cartoni animati, rivelandosi oscuro e maligno.
Dopo aver catturato Eddie e Jessica Rabbit, rivela di aver ucciso Marvin Acme (il padrone di Cartoonia) e il produttore di cartoni R.K. Maroon per distruggere Cartoonia attraverso l'uso della salamoia e costruire una superstrada per poter lucrare. Morton prevede quindi di ritirarsi dall'incarico di giudice e controllare tutti i profitti del nuovo sistema stradale. Rivela anche di essere l'unico azionista della società di tram Cloverleaf, e confessa di averla acquistata al solo scopo di metterla fuori produzione. Poi ordina alle faine di legare Roger e Jessica per spruzzarli con la salamoia.
Eddie riesce a uccidere le faine facendole letteralmente morire dal ridere (ad eccezione di Smarty, il capo, che muore scaraventato nella salamoia da Eddie con un calcio nell'inguine) e tenta di salvare Roger e Jessica, ma viene interrotto da Morton. I due uomini si affrontano con vari oggetti. Durante il combattimento, il giudice viene investito da un rullo compressore, ma non muore come previsto: mentre il rullo lo schiaccia, il corpo di Morton viene appiattito in una forma sottile come la carta, rivelandosi un cartone animato che indossa un assortimento di oggetti di scena come bulbi oculari finti, denti finti e una maschera di gomma per coprire il suo corpo di cartone animato. 
Quando Morton mostra i suoi occhi rossi da cartone animato e parla con voce acuta, Eddie lo riconosce come il rapinatore di banche a Cartoonia che, molto tempo fa, ha ucciso suo fratello, Teddy Valiant, spiegando così come Morton è riuscito a comprare le elezioni giudiziarie e la compagnia di tram. 
Morton usa le sue abilità di cartone animato nel tentativo di uccidere anche Eddie. Alla fine, Eddie dimostra di essere troppo intelligente per lui, eliminandolo proprio con la salamoia: Morton si scioglierà lasciando sul pavimento il suo travestimento umano. Una folla di vari cartoni animati poi circonda il suo vestito vuoto e si chiede che tipo di cartone animato fosse. Non verrà mai rivelato che tipo di cartone fosse, o se fosse un tipo specifico di cartone. I cartoni animati sembrano concordare sul fatto che non hanno bisogno di sapere la sua identità, e decidono di vivere felici e contenti quando il testamento di Marvin Acme appare improvvisamente in possesso di Roger, garantendo la piena proprietà ai cittadini di Cartoonia.

## Caratterizzazione

### Origini
Nella graphic novel Roger Rabbit: The Resurrection of Doom, viene spiegato che Morton era originariamente un cartone animato di nome Baron von Rotten, che ha assunto il ruolo di antagonista nei film, fino a un incidente in cui Von Rotten subisce una commozione cerebrale, e si sveglia credendo di essere un vero cattivo. Von Rotten inizia così la sua carriera criminale, rapinando la First National Bank di Cartoonia, poi uccidendo Theodore 'Teddy' Valiant facendogli cadere un pianoforte in testa e usando i soldi rubati in tutta la città per comprare l'elezione a giudice di Cartoonia, assumendo il nuovo nome di Giudice Morton. Secondo un'ipotesi dei fan, Morton poteva essere un opossum animato di nome Pistol Packin Possum, mostrato in una locandina nell'ufficio di R.K. Maroon quando questi viene ucciso, dato che aveva gli occhi rossi e una pistola simili.

### Descrizione
In Chi ha incastrato Roger Rabbit (come rappresentato da Christopher Lloyd) è il tanto temuto giudice di Cartoonia. Nonostante presieda una città di cartoni, Morton è totalmente privo di allegria o qualità di redenzione e commina la pena capitale ai cartoni che infrangono la sua legge, mettendoli in una vasca chimica di trementina, acetone e benzina che chiama "la salamoia" (the Dip, nell'originale inglese) per ucciderli in modo permanente. Impiega i suoi scagnozzi faine, "la pattuglia dei cartoni", per aiutarlo a dare la caccia a Roger Rabbit, incolpato dell'omicidio di Marvin Acme.
Indossa un completo nero, guanti e occhiali senza montatura di colore giallo; porta anche un orologio da tasca, così come un bastone. Christopher Lloyd ha citato la spia di colore nero nella striscia animata del Mad Magazine, Spy vs. Spy, come modello di come sarebbe stato il suo aspetto durante lo sviluppo.

## Concezione e sviluppo

### Casting
Tim Curry ha originariamente fatto un provino per il ruolo del giudice Morton nel settembre 1986, ma dopo la sua audizione i produttori lo hanno trovato (ironicamente) troppo terrificante per il ruolo. Anche Christopher Lee è stato preso in considerazione per il ruolo, ma Lee rifiutò. Diversi altri attori furono considerati per il ruolo, inclusi John Cleese, Roddy McDowall, Eddie Deezen e Sting.
Christopher Lloyd è stato scelto perché aveva già lavorato con Robert Zemeckis e Amblin Entertainment in Ritorno al futuro nel suo ruolo di Emmett Brown. Lloyd si era rasato i capelli per il ruolo ed ha anche evitato di battere le palpebre mentre era davanti alla cinepresa per interpretare al meglio il personaggio. Secondo Lloyd:

## Accoglienza
La rivelazione del giudice Morton come un cartone animato è stata citata come avente un effetto traumatizzante o spaventoso sui bambini quando il film è stato presentato in anteprima.
Christopher Lloyd ha ricevuto elogi per la sua interpretazione di Morton da parte dei critici cinematografici con alcuni autori che hanno confrontato il suo ruolo di cattivo "brillante" o "spaventoso".
Il colpo di scena culminante del film di lui che viene appiattito da un rullo compressore e la sua rivelazione come un cartone animato con gli occhi rossi ardenti e la voce acuta e stridula è stata comunemente classificata come la più spaventosa delle scene in "film per bambini", nonostante il film sia stato realizzato per un pubblico più maturo tanto da essere distribuito dalla Touchstone.
La rivista Wizard ha valutato il giudice Morton come il 60° più grande cattivo di tutti i tempi.
Digital Spy lo ha classificato come uno dei cattivi cinematografici più "stronzi" di tutti i tempi.
Fandango lo ha inserito al primo posto nella lista dei "più nefasti cattivi Disney live-action".

### Allusione alla scena della morte
La scomparsa del personaggio che si scioglie nella salamoia viene spesso citata come un'allusione alla morte della Malvagia Strega dell'Ovest in Il meraviglioso mago di Oz. Il critico cinematografico Jay Boyar lo ha riconosciuto come il più grande scioglimento di un cattivo dai tempi della Strega dell'Ovest.

## Altri media
Morton non appare nel libro che ispira il film. 